# 中村徳也
中村 徳也（なかむら とくや、1895年6月10日 - 1939年10月28日）は、日本の歌人である。

## 経歴
秋田県五十目村（現在の五城目町）生まれ。1910年に五城目小学校高等科を卒業したのち、秋田市の石田病院で薬剤師見習いとして住み込みで働きながら、将来の薬店開業に備えて夜は簿記学校に通っていた。このころ徳也は地元紙秋田魁新報の歌壇欄にしばしば投稿作品が載り、地元では若手の歌人として知られるようになっていた。1912年ころには石田病院の隣の病院に、同郷でのちに画家となる館岡栗山が入院してくる。栗山も俳句や短歌に親しんでいたので、徳也は栗山のもとを見舞いながら文芸の話に花を咲かせていた。近くの県立図書館にも足しげく通って歌集や歌論を読みふけり、歌作を続けた。
24歳で五城目町に戻ってきた徳也は自宅で薬店を開業し、商売の傍ら、短歌の仲間を集めて「五城目短歌会」をつくり指導者になった。館岡栗山も徳也の弟子になって一枝という号を徳也からもらった。その一方、俳句も好んでいた栗山は、地元の俳人・北嶋南五の句会「焼芋会」に徳也を誘い、南五の弟子になった徳也は杏花（きょうか）の俳号で俳誌『俳星』に投句した。
昭和の時代になると、秋田県の歌壇は、秋田市の大黒富治、能代市の越後策三、五城目の中村徳也が代表的歌人と称されるようになり、正岡子規の『アララギ』にも所属していた3人は互いに切磋琢磨しながら秋田県の歌壇をもり立てた。徳也は『アララギ』のほか、歌誌『現実短歌』の中心的な同人としても高い評価を得ていた。ほか、県内の歌誌では『あかね』、『樹蔭』、中央では『潮音』、『水甕』、『覇王樹』などにも投稿し、秋田を代表する歌人の一人になっていた。1935年には「短歌新聞」の秋田県取り次ぎ所となり、秋田から短歌の情報を送る通信員にもなっている。
私生活では1922年に27歳で結婚したが、1936年に不治の病を得て病床につき、自分の薬店で扱う薬が効かない皮肉を嘆きながら病床日記を綴り、多くの短歌を書き残した。1939年10月28日に45歳で病没。1964年に出版された『中村徳也歌集』は館岡栗山が装丁をおこなった。

## 参考資料
- 五城目町教育委員会 編『すばらしい先輩たち 第3集』[要文献特定詳細情報]
- 『秋田人名大事典』秋田魁新報社、2000年7月1日。ISBN 978-4870202061。